# Иголкино (Воронежская область)
Иго́лкино — хутор в Россошанском районе Воронежской области.
Входит в состав Алейниковского сельского поселения.

## История
В 1999 году хутор Иголкин переименован в Иголкино.

## Население
| 2010 |
| ---- |
| 1    |

## Улицы
На хуторе имеется одна улица — Приозёрная.